# There’d Better Be a Mirrorball
"There'd Better Be A Mirrorball" é o primeiro single do sétimo álbum de estúdio da banda britânica de rock alternativo Arctic Monkeys, The Car. A faixa foi lançada dia 30 de agosto de 2022, junto com um videoclipe dirigido por Alex Turner, compositor, guitarrista e vocalista da banda. A canção remete ao estilo adotado no álbum anterior de 2018, Tranquility Base Hotel & Casino, mas ao contrário dos temas abordado por ele, There'd Better Be A Mirrorball não apresenta metáforas e alegorias sobre temas de ficção científica. Outros novos elementos que diferenciam do estilo do álbum anterior, além do tema, são os instrumentos de cordas, aparentemente uma característica que estará presente em outras faixas do The Car.

## Tabelas musicais
| Paradas (2022)                 | Melhor posição |
| ------------------------------ | -------------- |
| Irlanda (IRMA)                 | 70             |
| New Zealand Hot Singles (RMNZ) | 16             |
| Reino Unido (UK Singles Chart) | 38             |
| Reino Unido (OCC UK Indie)     | 4              |